# Стахорський Олексій Петрович
Олексі́й Петро́вич Стахо́рський (нар. 21 березня 1923, Київ — пом. 22 травня 1985, Київ) — Герой Радянського Союзу (1943), у роки радянсько-німецької війни стрілець 1318-го стрілецького полку 163-ї стрілецької дивізії 38-ї армії Воронежського фронту, рядовий.

## Біографія
Народився 21 березня 1923 року в Києві в сім'ї робітника, українець, член КПРС з 1948 року. Закінчив 7 класів школи № 100. Працював токарем на трикотажній фабриці.
В 1941 році призваний в ряди Червоної Армії. У боях радянсько-німецької війни з червня 1941 року. Воював на Південно-Західному і 1-му Українському фронтах.
Вересневою ніччю 1943 року передова група успішно переправилася на правий берег Дніпра, збила противника і забезпечила висадку десанту. Це була перша переправа О. П. Стахорського через річку. Незабаром стрілецький полк перекинули в район на північ від Києва. Знов була створена десантна група. У групу був включений і О. П. Стахорський. В районі села Нових Петрівців, десант на човнах зробив кидок на правий берег. 10 жовтня 1943 року в боях по відвоюванню села Гута-Межигірська рядовий О. П. Стахорський знищив бійців ворожого кулемета, що заважав просуванню відділення, і першим увірвався в село. Брав участь у відбитті декількох контратак противника.
Указом Президії Верховної Ради СРСР від 29 жовтня 1943 року за «мужність і відвагу, проявлені в боях з німецько-фашистськими загарбниками при форсуванні Дніпра» рядовому Олексію Петровичу Стахорському присвоєне звання Героя Радянського Союзу з врученням ордена Леніна і медалі «Золота Зірка» (№ 2266).
Надалі бойовий шлях О. П. Стахорського пролягав по Румунії і Угорщині. Після закінчення війни звільнений в запас. У 1964 році закінчив Київський річковий технікум. Працював механіком Дніпровського річкового пароплавства на теплоході «Юрій Гагарін», а згодом «Борей» (обидва типу «Ракета»). З 1979 року на пенсії. Був активним наставником і вихователем молоді.

Надгробок Олексія Стахорського

Жив в Києві. Помер 22 травня 1985 року. Похований на Лук'янівському військовому кладовищі.

## Нагороди, пам'ять
Нагороджений орденами Леніна, Вітчизняної війни 1-го ступеня, Жовтневої революції, медалями.
У 1988 році постановою Ради Міністрів УРСР іменем Стахорського було названо теплохід на підводних крилах типу «Восход», який одним із двох останніх суден цього типу працював на швидкісній лінії Київ — Канів. У 2007 теплохід був проданий в Румунію, але новий власник зберіг назву судна: «Olecsii Stahorski».
У 2006 році ім'я Героя було присвоєно новому вантажному судну Українського річкового флоту — «Герой Стахорський», порт приписки — Херсон.